# Каракулино
Кара́кулино (рос. Каракулино, удм. Каракулино) — село, центр Каракулинського району Удмуртії, Росія.
Населення — 4814 осіб (2010; 5109 у 2002).
Національний склад:
- росіяни — 81 %